# Cephaloscyllium pardelotum
Cephaloscyllium pardelotum е вид акула от семейство Scyliorhinidae.

## Разпространение
Видът е разпространен в Провинции в КНР и Тайван.